# Premier League (Eritrea)
De Premier League is de hoogste voetbaldivisie van Eritrea. De competitie werd opgericht in 1994 en is dus relatief jong.
Voor de onafhankelijkheid van Eritrea speelden de Eritrese teams in de Premier League (Ethiopië). Red Sea FC is de succesvolste club met 8 titels.

## Clubs
- Adulis Club
- Akria
- Al Tahrir
- Asmara Brewery
- City Center FC
- Denden F.C.
- Edaga Hamus
- Geza Banda
- Maitemenai
- Red Sea FC
- Tesfa FC

## Kampioenschappen
- 1994: niet toegekend
- 1995: Red Sea FC
- 1996: Adulis Club
- 1997: Al Tahrir
- 1998: Red Sea FC
- 1999: Red Sea FC
- 2000: Red Sea FC
- 2001: Hintsa
- 2002: Red Sea FC
- 2003: Anseba S.C.
- 2004: Adulis Club
- 2005: Red Sea FC
- 2006: Adulis Club
- 2007: Al Tahrir
- 2008: Asmara Brewery
- 2009: Red Sea FC
- 2010: Red Sea FC